# Wild World
«Wild World» es una canción escrita y grabada por el músico británico Cat Stevens, original del álbum Tea for the Tillerman de 1970. Publicada como sencillo ese mismo año, logró ubicarse en la posición n.º 11 en la lista Billboard Pop Singles estadounidense. "Wild World" es la canción más reconocida de Stevens. Artistas y bandas como Jimmy Cliff, José Feliciano, Maxi Priest, Mr. Big, John Waite, James Blunt y Garth Brooks la han versionado.

## Listas de éxitos

### Listas semanales
| Lista (1970-71)                      | Posición |
| ------------------------------------ | -------- |
| Canadá RPM Top Singles               | 14       |
| Canadá RPM Adult Contemporary        | 32       |
| EE. UU. Billboard Hot 100            | 11       |
| EE. UU. Billboard Adult Contemporary | 21       |
| EE. UU. Cash Box Top 100             | 18       |

| Lista (2007)      | Posición |
| ----------------- | -------- |
| Reino Unido (OCC) | 52       |

### Listas de fin de año
| Lista (1971)         | Posición |
| -------------------- | -------- |
| EE. UU. (Pop Annual) | 102      |
| EE. UU. Cash Box     | 98       |